# Beyza Gülenç
Beyza Gülenç (* 3. März 1994 als Beyza Tilki) ist eine türkische Leichtathletin, die sich auf den Dreisprung spezialisiert hat, aber auch im Hürdenlauf an den Start geht.

## Sportliche Laufbahn
Erste internationale Erfahrungen sammelte Beyza Gülenç beim Europäischen Olympischen Jugendfestival (EYOF) in Trabzon, bei dem sie im 400-Meter-Hürdenlauf mit 64,71 s in der ersten Runde ausschied und auch mit der türkischen 4-mal-100-Meter-Staffel mit 48,60 s den Finaleinzug verpasste. Im Jahr darauf schied sie dann bei den Juniorenweltmeisterschaften in Barcelona über 100 m Hürden mit 14,76 s im Vorlauf aus und bei den Leichtathletik-Junioreneuropameisterschaften 2013 in Rieti mit 14,64 s. 2015 schied sie dann bei den U23-Europameisterschaften in Tallinn im Dreisprung mit einer Weite von 12,57 m in der Qualifikation aus im Jahr darauf belegte sie bei den U23-Mittelmeermeisterschaften in Tunis mit 12,57 m den vierten Platz, ehe sie bei den Balkan-Meisterschaften in Pitești mit 12,95 m auf Rang sieben landete. 2017 klassierte sie sich bei den Balkan-Hallenmeisterschaften in Belgrad mit 12,66 m auf dem achten Platz und bei den Freiluftmeisterschaften in Novi Pazar wurde sie mit 12,99 m Fünfte im Dreisprung und schied im 100-Meter-Hürdenlauf mit 14,64 s in der Vorrunde aus. 2018 erreichte sie bei den Balkan-Hallenmeisterschaften in Istanbul mit 13,13 m den fünften Platz, wie auch bei den Meisterschaften 2019 mit 13,14 m. Anschließend nahm sie an der Sommer-Universiade in Neapel teil und erreichte dort mit 13,24 m Rang acht. 2020 wurde sie bei den Balkan-Hallenmeisterschaften mit 12,93 m Sechste und im Jahr darauf erreichte sie bei den Balkan-Hallenmeisterschaften ebendort mit 12,74 m Rang acht.
2015 wurde Gülenç türkische Meisterin im Dreisprung im Freien sowie von 2019 bis 2021 in der Halle.

## Persönliche Bestleistungen
- 100 m Hürden: 14,19 s (+1,3 m/s), 7. Juli 2017 in Bursa
  - 60 m Hürden (Halle): 8,66 s, 10. Februar 2017 in Istanbul
- Dreisprung: 13,54 m (+0,8 m/s), 21. August 2019 in Bursa
  - Dreisprung (Halle): 13,51 m, 27. Januar 2019 in Istanbul